# Club Baloncesto Sevilla 1995-1996
Questa voce raccoglie le informazioni riguardanti il Club Baloncesto Sevilla nelle competizioni ufficiali della stagione 1995-1996.

## Stagione
La stagione 1995-1996 del Club Baloncesto Sevilla è la 7ª nel massimo campionato spagnolo di pallacanestro, la Liga ACB.
Il Club Baloncesto Sevilla ha partecipato alla Liga ACB 1995-1996 arrivando al settimo posto nella classifica finale. Nei play-off vinse ai quarti di finale con il Real Madrid (2-0), in semifinale con il Manresa (3-2), perdendo poi in finale con il Barcellona (3-0).

## Roster
Aggiornato al 30 luglio 2021.
| Caja San Fernando 1995-96 | Caja San Fernando 1995-96 |
| Giocatori                 | Staff tecnico             |
| ------------------------- | ------------------------- |

| N. | Naz.                                   | Ruolo | Nome                | Anno | Alt.   | Peso   |  |
| -- | -------------------------------------- | ----- | ------------------- | ---- | ------ | ------ |  |
| 4  | Spagna (bandiera)                      | G     | Carlos Montes       | 1965 | 194 cm |        |  |
| 5  | Spagna (bandiera)                      | GA    | Jordi Grau          | 1968 | 191 cm |        |  |
| 6  | Spagna (bandiera)                      | C     | Javier González     | 1968 | 205 cm |        |  |
| 7  | Stati Uniti (bandiera)                 | C     | Warren Kidd         | 1970 | 205 cm | 113 kg |  |
| 8  | Spagna (bandiera)                      | P     | David Solé          | 1968 | 184 cm |        |  |
| 9  | Spagna (bandiera)                      | A     | Raúl Pérez (C)      | 1968 | 198 cm |        |  |
| 10 | Stati Uniti (bandiera)                 | P     | Michael Anderson    | 1966 | 182 cm | 83 kg  |  |
| 11 | Stati Uniti (bandiera)                 | AG    | Marvin Alexander    | 1966 | 203 cm | 109 kg |  |
| 11 | Stati Uniti (bandiera)                 | AG    | Richard Scott       | 1971 | 198 cm |        |  |
| 12 | Spagna (bandiera)                      | G     | Benito Doblado      | 1971 | 195 cm |        |  |
| 13 | Spagna (bandiera)                      | AG    | Juan Carlos Barros  | 1967 | 205 cm |        |  |
| 14 | Uruguay (bandiera) · Spagna (bandiera) | AG    | Enrique Jorge López | 1970 | 205 cm |        |  |
| 15 | Spagna (bandiera)                      | C     | Ángel Almeida       | 1972 | 215 cm |        |  |
|    | Spagna (bandiera)                      | P     | Rafael Monclova     | 1973 | 183 cm |        |  |
|    | Stati Uniti (bandiera)                 | A     | Michael Polite      | 1968 | 201 cm |        |  |

| Allenatore                                                                 |
| - Aza Petrović                                                             |
| Assistente/i                                                               |
| - José Manuel Carrión Legenda - (C) Capitano - (IN) Inattivo - Infortunato |

## Mercato

### Sessione estiva
| Acquisti | Acquisti           | Acquisti     | Acquisti   | Acquisti |
| R.a      | Nome               | da           | Modalità   |          |
| -------- | ------------------ | ------------ | ---------- | -------- |
| AG       | Marvin Alexander   | Memphis Fire | definitivo |          |
| C        | Warren Kidd        | Valencia     | definitivo |          |
| C        | Ángel Almeida      | Cáceres      | definitivo |          |
| AG       | Juan Carlos Barros | Valencia     | definitivo |          |
| P        | Michael Anderson   | Murcia       | definitivo |          |

| Cessioni | Cessioni      | Cessioni    | Cessioni       | Cessioni |
| R.       | Nome          | a           | Modalità       |          |
| -------- | ------------- | ----------- | -------------- | -------- |
| AG       | Brian Jackson |             | ritirato       |          |
| AC       | Granger Hall  | Salamanca   | fine contratto |          |
| C        | Dan Godfread  | Barcellona  | fine contratto |          |
| AC       | Jesús Llano   | Siviglia B  | fine contratto |          |
| P        | Nacho Azofra  | Estudiantes | fine contratto |          |

### Dopo l'inizio della stagione
| Acquisti | Acquisti       | Acquisti   | Acquisti         | Acquisti   |
| R.       | Nome           | da         | Data             | Modalità   |
| -------- | -------------- | ---------- | ---------------- | ---------- |
| AG       | Richard Scott  | Siviglia B | 21 novembre 1995 | definitivo |
| A        | Michael Polite | Algeciras  | 11 gennaio 1996  | definitivo |
| GA       | Jordi Grau     | Marbella   | gennaio 1996     | definitivo |
| A        | Michael Polite | Algeciras  | 11 aprile 1996   | definitivo |

| Cessioni | Cessioni         | Cessioni   | Cessioni        | Cessioni       |
| R.       | Nome             | a          | Data            | Modalità       |
| -------- | ---------------- | ---------- | --------------- | -------------- |
| A        | Michael Polite   | Algeciras  | 15 gennaio 1996 | fine contratto |
| AG       | Marvin Alexander | Free agent | gennaio 1996    | rescissione    |
| A        | Michael Polite   | Algeciras  | 15 aprile 1996  | fine contratto |